# Dècada del 120 aC

## Personatges destacats
- Cleòpatra III, reina d'Egipte (127 aC-115 aC)
- Alexandre II Zabinas, rei selèucida (126 aC-122 aC)
- Demetri II Nicàtor, rei selèucida (145 aC-138 aC/129 aC-126 aC)
- Antíoc VIII Grypos, rei selèucida (125 aC-96 aC)
- Mitridates VI Eupator, rei del Pont (121 aC-63 aC)
- Marc Emili Escaure (163 aC-88 aC), magistrat romà
- Gai Papiri Carbó (164 aC-119 aC), magistrat romà